# Ершово (Тюменская область)
Ершо́во — село в Ишимском районе Тюменской области. Входит в состав Дымковского сельского поселения.

## География
Стоит на реке Карасуль.

## История
В первой половине XVIII в. был основан Безруковский форпост «с крепостью и рогатками, но без надолб», являвшийся частью Тоболо-Ишимской оборонительной линии. В 1749 году здесь числилось 37 человек. К началу XIX в. крепость утратила свое оборонительное значение и превратилась в обычную деревню. 
В 1861 (1862) году в деревне Безруково при активном участии и на средства известного поэта и прозаика Петра Павловича Ершова началось строительство каменной церкви во имя преподобного Петра Столпника по проекту архитектора Д. С. Черненко. С этого времени Безруково становится селом. Службы в церкви начались в недостроенном храме с 1866 года, а в 1876 году церковь была окончательно достроена. Население села в 1869 году составляло 614 человек, которые проживали в 157 дворах.
В начале 1890-х гг. Безруково становится центром Безруковской волости (Ишимский округ Тобольской губернии). В селе действовала почтовая станция, располагавшаяся на тракте Ишим – Ялуторовск. По данным на начало 1910-х гг. в Безруковском располагались: министерское училище, 6 ветряных мельниц, водяная мельница, хлебозапасный магазин, 2 кузницы, маслодельня, 2 пожарных сарая, мелочная и винная лавки, правление Безруковского сельского банка. При волостном правлении осуществлялись почтовые операции. По сведениям 1912 года в селе было 134 хозяйства и 793 жителя.
В 1923 году в составе Жиляковского р-на Ишимского округа Уральской области был образован Безруковский сельский совет. К концу 1920-х гг. в Безрукове действовали школа 1-й ступени и кооператив. К 1928 году население села достигло 1 055 человек, из которых 1 052 были русскими, в селе располагалось 235 частных хозяйств. В 1931 г. Безруковский сельсовет был отнесен к Ишимскому району Уральской области.
В 1960 г. Безруково было переименовано в село Ершово в честь поэта Петра Павловича Ершова – уроженца села, получившего известность и признание благодаря сказке «Конек-Горбунок».

## Население
По данным переписи 1926 года в селе проживало 1055 человек (473 мужчины и 582 женщины), в том числе: русские составляли 99 % населения.
Согласно результатам переписи 2002 года, в национальной структуре населения русские составляли 92 % из 406 чел.

## Инфраструктура
Личное подсобное хозяйство.

## Транспорт
Доступна автомобильным и железнодорожным транспортом.
Остановка общественного транспорта «Ершово». Железнодорожная платформа Безруково.